# Strike Boy
Strike Boy (ぶっとびストライカー Bu~tsu Tobi Sutoraikā?) es un videojuego para arcade de tipo medal game y del género Soccer publicado por Konami en 1995.